# Hách Chương
Hách Chương (chữ Hán giản thể: 赫章县, bính âm: Hèzhāng Xiàn) là một huyện thuộc địa khu Tất Tiết, tỉnh Quý Châu, Cộng hòa Nhân dân Trung Hoa. Huyện này có diện tích 3246 km2, dân số năm 2002 là 630.000 người. Mã số bưu chính là 556100. Huyện lỵ đóng ở trấn Thành Quan. Hách Chương giáp các đơn vị cấp huyện: đông giáp quận Thất Tinh Quan và Nạp Ung, tây giáp Uy Ninh, nam giáp Lục Bàn Thủy, đông giáp Trấn Hùng và Di Lương. Về mặt hành chính, huyện này được chia thành 6 trấn (Thành Quan, Bách Quả, Ma Cô, Tài Thần, Lục Khúc Hà và Dã Mã Xuyên), 20 hương và hương dân tộc.